# ジョン・ハッチンソン (植物学者)
ジョン・ハッチンソン（John Hutchinson、1884年4月7日 - 1972年9月8日）は、イギリスの植物学者である。

## 人物
イングランド北部のノーサンバーランドのWark on Tyneで生まれた。父親は庭師で、ハッチンソンも庭師になった。1904年に王立植物園（キューガーデン）で庭師となり、園長のジョセフ・ダルトン・フッカーに認められて、標本館で働くようになった。ダニエル・オリバー（Daniel Oliver）の『熱帯アフリカの植物』（"Flora of Tropical Africa" :1868年）に共著者として参加し、いくつかの属について執筆した。
1926年と1934年に『顕花植物の科』（"The Families of Flowering Plants"）を執筆し、系統学的な分類法のさきがけとなったが、ハッチソンの分類法は現在では、大部分廃止されている。
1927年から1936年には、ジョン・マクエヴァン・ダルジール（John McEwan Dalziel）とともに、6000の種の詳細を記述し、多くの図版が添付された『西部熱帯アフリカの植物』（"Flora of West Tropical Africa"）を執筆した。
1828年8月から1929年の4月までと、1930年の6月から9月までの2度、南アフリカの調査旅行をおこなった。
1936年から退職する1948年まで、キューガーデンのキーパーをつとめ、退職後も分類学の著書を執筆するが、評価されなかった。
1947年に王立協会のフェローに選ばれ、1965年にはロンドン・リンネ協会のリンネ・メダルを受賞した。

## 著書
- The Families of Flowering Plants. 1926 ,1934
- The Genera of Flowering Plants. 1964–1967.
- Key to the families of flowering plants of the world. 1967.
- Common Wild Flowers. 1945.
- More common Wild Flowers. 1948.
- Uncommon Wild Flowers. 1950.
- A Botanist in Southern Africa. London 1946.
- Evolution and phylogeny of flowering plants. Dicotyledons:…. 1969.